# Dead Ball Zone
Dead Ball Zone — відеогра 1998 року, розроблена компанією Rage Games і видана GT Interactive. Версія для Microsoft Windows вийшла під альтернативною назвою Savage Arena.

## Ігровий процес
Dead Ball Zone/Savage Arena — футуристична гандбольна гра, яку фінансують місцеві кримінальні авторитети для розваги. Гра жорстока, швидка і з невеликою кількістю правил. Доступні три види зброї: Пістолети, бомби та бензопили. Гравці об'єднуються в команди, і команди б'ються. Коли гравці отримують пошкодження, вони починають блювати на підлогу арени, що означає, що вони наближаються до недієздатності.

## Огляди
Absolute PlayStation оцінив гру на 7,4 бала з 10, зазначивши.

## Продажі
За даними GT Interactive, гра мала високі продажі.